# Ligament transverse huméral
Le ligament transverse huméral (ou ligament huméral transverse de Gordon Brodie ) est un ligament de l'articulation gléno-humérale.

## Description
Le ligament transverse huméral est une large bandelette fibreuse reliant les deux bords du sillon inter-tuberculaire de l'humérus entre le petit et le grand tubercule de l'humérus.
Il transforme le sillon en une coulisse ostéo-fibreuse qui maintient le tendon du chef long du muscle biceps brachial.